# Xerardo Estévez
Xerardo Denis Felipe Estévez Fernández, va néixer el 25 de maig de 1948 a Santiago de Compostel·la, és un arquitecte i polític gallec.

## Trajectòria
Va estudiar a l'Escola Tècnica Superior d'Arquitectura de Barcelona, especialitzat en urbanisme. Esva establirt l'any 1972 a Compostel·la, va treballar com a arquitecte i urbanista formant l'equip d'Oikos amb altres professionals, i va dur a terme investigacions sobre arquitectura, urbanisme i patrimoni.
Ha estat alcalde de Santiago de Compostel·la en els períodes 1983-1986 i 1987-1998, desde l'ajuntament va aplicar la seva formació per promoure la conservació i transformació de la ciutat a través de l'urbanisme, l'arquitectura i la cultura. Va promoure la inclusió de la ciutat i el Camí de Sant Jaume a la llista del Patrimoni Mundial, i l'elecció com una de les Ciutats Europees de la Cultura l'any 2000.
Durant el seu mandat, Santiago de Compostel.la va rebre nombrosos premis, entre els quals destaca el Premi Europeu d'Urbanisme 1998 pel Pla Especial de la Ciutat Històrica. Va impulsar el Reial Patronat de Santiago de Compostel·la i la creació del Consorci de Santiago, organisme en el qual les administracions local, autonòmica i estatal col·laboren en polítiques urbanístiques i en la conservació del conjunt històric.
Va ser diputat del partit PSdeG-PSOE al Parlament de Galícia entre 1981 i 1983, i diputat al Congrés dels Diputats d'Espanya entre 1993 i 1995.
L'any 1999,  quan va deixar de ser alcalde, es va reincorporar a la pràctica de l'arquitectura, que compagina amb l'activitat de professor i escriptor, professor de cursos d'urbanisme i patrimoni, i amb l'assessorament a administracions i institucions. Habitualment fa col.laboracions a les pàgines d'opinió de La Voz de Galicia .
Entre altres distincions, posseèix el títol de Fill Predilecte i la Medalla d'Or de Santiago de Compostel·la, la Medalla de Castella de la Xunta de Galícia i la medalla del Consell Superior dels Col·legis d'Arquitectes d'Espanya .

## Obra
- Compostela, vanguardia y sosiego (2000). Amb Xurxo Lobato i Manuel Rivas .
- Santiago de Compostel·la. Planificació i gestió (2000). En J. Maderuelo (Ed.) Art públic: Natura i Ciutat .
- Santiago de Compostel·la, Espanya (2001). En R. Pickard (Ed.) Gestió de Centres Històrics .
- Educació i urbanisme. La ciutat com a projecte cívic (2001). En M. A. Santos Rego i MM Lorenzo Moledo (Eds.) La construcció educativa de la ciutat. Una perspectiva transversal .
- Opinió i pràctica a la ciutat històrica (2004). Quintana, revista d'estudis d'història de l'art, 3.
- Paisatges urbans amb i sense text (2007). En J. Nogué (Ed.) La construcció social del paisatge .
- Paisatges i Paraules (2012).
- Galícia Del paisatge rururbà al megaterritori antropitzat (2012). A França Els paisatges de la perifèria .
- Compostel·la, ahir i avui (2013). A Arqueologia de la memòria recent. Construcció de la ciutat i del territori a Espanya 1986-2012 .
- Ciutat històrica: lloc de culte vs. espai polític (2013). Trobada Internacional d'Arquitectura Contemporània a Ciutats Històriques, Sevilla.
- Bonaval, d'ahir a avui. De l'arquitectura a la ciutat (2019). Amb C. García Braña, M. X. Fernández Cerviño i A. Alonso Lorenzo
- La Catedral de l'Arquitectura (2022). Ed. , amb M. X. Fernández Cerviño i A. Martín Prieto
- Compostel·la com a desig (2022). Amb A. Baamonde, F. Barroso, A. Salgado i XM Villanueva.

## notes
1. ↑  Error: hi ha títol o url, però calen tots dos paràmetres.«», 05-05-2022.
2. ↑  Error: hi ha títol o url, però calen tots dos paràmetres.«», 13-04-2022.

### Altres articles
- Eleccions municipals a Santiago de Compostel·la

| Precedit per: ' | ' | Succeït per: ' |

| Precedit per: ' | ' | Succeït per: ' |